# Johanniskirchen
Johanniskirchen é um município da Alemanha, situado no distrito de Rottal-Inn, no estado da Baviera. Tem 40,57 km² de área, e sua população em 2019 foi estimada em 2.517 habitantes.